# Архиепархия Нампулы
Архиепархия Нампулы (лат. Archidioecesis Nampulensis) — архиепархия Римско-Католической церкви c центром в городе Нампула, Мозамбик. В митрополию Нампулы входят епархии Лишинги, Накалы,  Пембы. Кафедральным собором архиепархии Нампулы является церковь Богоматери Фатимской.

## История
4 сентября 1940 года Римский папа Пий XII издал буллу Sollemnibus Conventionibus, которой учредил епархию Нампулы, выделив её из территориальной прелатуры Мозамбика. Когда территориальная прелатура Мозамбика была преобразована в архиепархию Лоренсу-Маркиша (сегодня — Архиепархия Мапуту), епархия Нампулы стала суффраганной по отношению к ней.
5 апреля 1957 года и 21 июля 1973 года епархия Нампулы передала часть своей территории в пользу возведения новых епархий Порту-Амелии (сегодня — Епархия Пембы) и Вила-Кабрала (сегодня — Епархия Лишинги).
4 июня 1984 года Римский папа Иоанн Павел II издал буллу Quo efficacius, которой возвёл епархию Нампулы в ранг архиепархии.
11 октября 1991 года архиепархия Нампулы передала часть своей территории в пользу возведения новой епархии Накалы.

## Ординарии архиепархии
- епископ Teófilo José Pereira de Andrade O.F.M.[1] (12.05.1941 — 17.02.1951);
- епископ Manuel de Medeiros Guerreiro (2.03.1951 — 30.11.1966);
- архиепископ Manuel Vieira Pinto (21.04.1967 — 16.11.2000);
- архиепископ Tomé Makhweliha S.C.I. (16.11.2000 — 25.07.2016, в отставке);
- архиепископ Inácio Saúre, I.M.C. (11.04.2017 — по настоящее время).